# 西田ひかる
西田 ひかる（にしだ ひかる、1972年8月16日 - ）は、日本の歌手、タレント、女優。株式会社マナセプロダクション所属。身長164cm。

## 概要
神奈川県藤沢市出身 。アメリカンスクール・イン・ジャパンを経て、1994年9月上智大学比較文化学部卒業。
アメリカ合衆国で育った帰国子女である。1988年、初めは航空会社JAS（現JAL）のキャンペーンガールとしてデビューし、その後はアイドル歌手として、シングルを29枚、アルバムを18枚(ベスト盤を含む)を発表し、ドラマや映画などに出演した。

## 経歴
神奈川県藤沢市（出生病院は横浜市立病院）に誕生するが、電機メーカーに勤める父親の転勤に伴い、1973年〜1985年の生後10ヶ月から13歳まではカリフォルニア州ロサンゼルス界隈で育った。ロサンゼルスで暮らしている間も冬休みや夏休みを利用して藤沢市に戻り、祖父母や親戚と共に祭りやプールに行くなどして過ごしていた。パサデナ（Pasadena）の日本人学校やダンス教室に通った。慶應SFC卒の弟がいる。
西田はカリフォルニア州在住時、スティーヴィー・ワンダーの楽曲、『愛の園 （Ai No, Sono）』において、大勢の子供たちと共にコーラス参加した。この楽曲は1979年に発売されたワンダーの音楽アルバム、『シークレット・ライフ』に収録されており、その曲紹介には西田の名前も、「Hikaru Nishida」としてクレジットされている。
東京都調布市のアメリカンスクールに入学。チアリーディングチームに参加。
1988年日本エアシステムのキャンペーンガールに起用されて芸能界デビュー、『'88コーラルアイランド・キャンペーン』でCMに初出演。キャッチコピーは海は山ほど面白い。続いてミュージカル、『小公子セディ』の全国公演において主役を演じて舞台初出演。さらに同年4月6日、ポニーキャニオンからシングル「フィフティーン」でアイドル歌手としてもデビューした。同期には、Wink、田中律子、高岡早紀などがいる。
1991年に、テレビのチャリティー番組、『24時間テレビ 「愛は地球を救う」』（日本テレビ）に、第14代チャリティパーソナリティとして出演。また同年、自身の出演作『デパート!夏物語』（TBS）の主題歌「ときめいて」がヒットし、『第42回NHK紅白歌合戦』（NHK総合・ラジオ第1、#NHK紅白歌合戦出場歴参照）に初出場を果たした。その後も歌手としては「きっと愛がある」「人生変えちゃう夏かもね」などが本人出演のCMなどに使用されヒットした。
1998年2月長野冬季オリンピックで、ピースアピールの長野オリンピックアンバサダー。
チャリティバザー 第1回目は1990年12月28日。衣装や私服、ポスターやテレカ、昔の台本や出演した雑誌、サイン付きポラ、生写真など。デビュー直後から結婚前まで26回を重ねて2千万以上を寄付。2013年6月2日には、第27回目となるチャリティバザーが開催された。
歌手デビューした1988年から結婚する前の2001年まで、毎年大勢の芸能人などを招いた盛大なバースデーパーティが開催されていた。誕生日が8月16日であることから、一部マスメディアでは「夏の風物詩」とも評され、ワイドショーなどで話題とされていた。

### 2000年代以降
2001年、かねてより噂があった3歳年上の貿易会社副社長の男性との婚約をマスコミ発表し、翌年2002年5月に結婚した。2006年8月には長男をカリフォルニアで出産し、2009年10月には次男をもうけている。2005年と2007年にはクラシックカーレース 『ミッレミリア』に夫婦そろって参加している。
2008年にベジタブル&フルーツマイスター（野菜ソムリエ）の資格を取得し、「食育」をテーマにトークショーに出演。
2006年より兵庫県西宮市在住
。2011年8月から2013年3月末まで西宮市の観光大使（初代）を務めていた。
近年は警察署とコラボレーションすることが多く、兵庫県警察による特殊詐欺防止啓発のためのポスターやYouTubeチャンネルへの出演、曽根崎警察署の一日署長への就任など犯罪被害防止のための啓発に積極的に取り組んでいる。

## 人物
- 趣味にスキー、水泳、スキューバダイビング、陶芸、乗馬、刺繍、ゴルフ[16]。
- デザイナーのユキ トリヰの大ファンで、出演番組では度々ユキのブランドの服を着用している[17]。
- マドンナのファンでもあり、彼女らのように過激な主張をしたりする毒舌キャラに憧れた時期もあった[18]。しかし自身は明るく、のんびり、マイペースな性格であり、現在は素の自分のままで活動できているという[18]。
- スイーツやパンが大好物であり、家には様々なデザインの神戸凮月堂のゴーフルの缶がいたるところに置いてある[19]。
- プロ野球については、彼女自身は読売ジャイアンツのファンであるが、夫と息子2人は関西での生活が長いためか阪神タイガースのファンである。結婚後に関西に移住してからは、息子2人を連れて甲子園球場にしばしば観戦に訪れている[20]。

## 受賞歴
- 第28回ゴールデン・アロー賞グラフ賞 （1991年2月、日本雑誌協会）
- 第14回日本アカデミー賞新人俳優賞（1991年3月、日本アカデミー賞協会）[21]
- 第8回ベストジーニスト'91（1991年5月、日本ジーンズメーカー協議会）
- 「チューリップの似合う人」第一位（1994年3月、オランダ国際花き球根協会）
- 第24回ベストドレッサー賞受賞（1995年12月、日本メンズファッション協会）
- 第33回ゴールデン・アロー賞演劇新人賞 及び最優秀新人賞（1996年2月、日本雑誌協会）

## ディスコグラフィ

### シングル
| #                | 発売日           | A/B面            | タイトル                         | 作詞             | 作曲             | 編曲              | オリコン 最高位  | 規格品番                      |
| ポニーキャニオン | ポニーキャニオン | ポニーキャニオン | ポニーキャニオン                 | ポニーキャニオン | ポニーキャニオン | ポニーキャニオン  | ポニーキャニオン | ポニーキャニオン              |
| ---------------- | ---------------- | ---------------- | -------------------------------- | ---------------- | ---------------- | ----------------- | ---------------- | ----------------------------- |
| [ 注釈 1 ]       | 1988年 1月21日   | A面              | ぼくらのセディ                   | 山上路夫         | 森田公一         | 大谷和夫          | -                | 7G-0098（EP）                 |
| [ 注釈 1 ]       | 1988年 1月21日   | B面              | 誰かを愛するために               | 山上路夫         | 森田公一         | 大谷和夫          | -                | 7G-0098（EP）                 |
| 1                | 1988年 4月6日    | A面              | フィフティーン                   | 麻生圭子         | 林哲司           | 船山基紀          | 40位             | 7A-0839（EP） S10A-0019（CD） |
| 1                | 1988年 4月6日    | B面              | 窓辺のシークレット               | 石川あゆ子       | 林哲司           | 船山基紀          | 40位             | 7A-0839（EP） S10A-0019（CD） |
| 2                | 1988年 7月21日   | A面              | Nice-catch!                      | 松本一起         | 林哲司           | 林哲司            | 45位             | 7A-0876（EP） S10A-0144（CD） |
| 2                | 1988年 7月21日   | B面              | 夏のプリズム                     | 安藤芳彦         | 林哲司           | 林哲司            | 45位             | 7A-0876（EP） S10A-0144（CD） |
| 3                | 1988年 10月21日  | A面              | Little Chance                    | 康珍化           | 林哲司           | 船山基紀          | 75位             | 7A-0907（EP） S10A-0175（CD） |
| 3                | 1988年 10月21日  | B面              | 君のいる惑星                     | 売野雅勇         | 林哲司           | 新川博            | 75位             | 7A-0907（EP） S10A-0175（CD） |
| 4                | 1989年 3月25日   | A面              | 恋は白いTシャツ                  | 戸沢暢美         | 馬飼野康二       | 中村哲            | 49位             | 7A-0957 (EP) S10A-0248 (CD)   |
| 4                | 1989年 3月25日   | B面              | Seven Wonders                    | 三浦徳子         | 松本俊明         | 中村哲            | 49位             | 7A-0957 (EP) S10A-0248 (CD)   |
| 5                | 1989年 7月5日    | 01               | Natural Summer days              | 森雪之丞         | 馬飼野康二       | 中村哲            | 52位             | S9A-11026                     |
| 5                | 1989年 7月5日    | 02               | 微妙な気持ち                     | 森本抄夜子       | 山口美央子       | 中村哲            | 52位             | S9A-11026                     |
| 6                | 1989年 10月21日  | 01               | 涙のPEARL MOON                   | 及川眠子         | 中崎英也         | 中村哲            | 57位             | PCDA-00007                    |
| 6                | 1989年 10月21日  | 02               | FOREVER－永遠の星座－            | 山口美央子       | 山口美央子       | 中村哲            | 57位             | PCDA-00007                    |
| 7                | 1990年 4月4日    | 01               | プン プン プン                   | 澤地隆           | CHAGE            | 亀田誠治          | 29位             | PCDA-00068                    |
| 7                | 1990年 4月4日    | 02               | 決心                             | 和泉ゆかり       | 菅井えり         | 亀田誠治          | 29位             | PCDA-00068                    |
| 8                | 1990年 8月1日    | 01               | 手のひらの私                     | 澤地隆           | CHAGE            | 亀田誠治          | 20位             | PCDA-00099                    |
| 8                | 1990年 8月1日    | 02               | 10yearsの恋人                    | 和泉ゆかり       | 山口美央子       | 亀田誠治          | 20位             | PCDA-00099                    |
| 9                | 1990年 11月7日   | 01               | オーマイゴッド!!だね             | 秋元康           | 馬飼野康二       | 米光亮            | 35位             | PCDA-00126                    |
| 9                | 1990年 11月7日   | 02               | 思い出のセントエルモスファイヤー | 秋元康           | 馬飼野康二       | 米光亮            | 35位             | PCDA-00126                    |
| 10               | 1991年 3月21日   | 01               | 心だけそばにいる                 | 谷山浩子         | いしいめぐみ     | 亀田誠治          | 25位             | PCDA-00166                    |
| 10               | 1991年 3月21日   | 02               | 天使からのテレパシー             | 及川眠子         | 山口美央子       | 亀田誠治          | 25位             | PCDA-00166                    |
| 11               | 1991年 8月7日    | 01               | ときめいて                       | 松本隆           | 筒美京平         | 渡辺格            | 7位              | PCDA-00219                    |
| 11               | 1991年 8月7日    | 02               | キ☆ス                            | 田口俊           | いしいめぐみ     | 上杉洋史          | 7位              | PCDA-00219                    |
| 12               | 1992年 2月5日    | 01               | めぐり♥あい                      | 松本隆           | 筒美京平         | 杉山卓夫          | 15位             | PCDA-00277                    |
| 12               | 1992年 2月5日    | 02               | もっと一緒にいたい               | 松本隆           | 筒美京平         | 杉山卓夫          | 15位             | PCDA-00277                    |
| 13               | 1992年 7月24日   | 01               | 生きてるって素晴らしい           | 松本隆           | 筒美京平         | 新川博            | 24位             | PCDA-00331                    |
| 13               | 1992年 7月24日   | 02               | TRUTH                            | 伊秩弘将         | 伊秩弘将         | 上杉洋史          | 24位             | PCDA-00331                    |
| 14               | 1992年 11月6日   | 01               | 輝き!ください                    | 並河祥太         | 羽田一郎         | 新川博            | 35位             | PCDA-00379                    |
| 14               | 1992年 11月6日   | 02               | Happy Dream                      | KATSUMI          | KATSUMI          | 武部聡志          | 35位             | PCDA-00379                    |
| 15               | 1993年 5月12日   | 01               | 涙 止まらない                    | 高橋研           | 高橋研           | 佐藤準            | 18位             | PCDA-00439                    |
| 15               | 1993年 5月12日   | 02               | 朝まで踊ろう                     | 鮎川めぐみ       | 佐藤準           | 佐藤準            | 18位             | PCDA-00439                    |
| 16               | 1994年 5月20日   | 01               | きっと愛がある                   | 中島みゆき       | 朝倉紀幸         | 小林信吾 斉藤ノブ | 19位             | PCDA-00570                    |
| 16               | 1994年 5月20日   | 02               | 純愛物語                         | 湯川れい子       | 佐藤準           | 小林信吾 斉藤ノブ | 19位             | PCDA-00570                    |
| 17               | 1995年 3月17日   | 01               | 人生変えちゃう夏かもね           | 湯川れい子       | 羽田一郎         | 小林信吾 斉藤ノブ | 18位             | PCDA-00703                    |
| 17               | 1995年 3月17日   | 02               | 楽園伝説                         | 竜真知子         | 佐藤準           | 小林信吾 斉藤ノブ | 18位             | PCDA-00703                    |
| 18               | 1995年 8月2日    | 01               | C'mon3!                          | 夏目純           | 羽田一郎         | 重実徹 斉藤ノブ   | 24位             | PCDA-00753                    |
| 18               | 1995年 8月2日    | 02               | Go beep!                         | 西田ひかる       | 斉藤ノブ         | 新川博 斉藤ノブ   | 24位             | PCDA-00753                    |
| [ 注釈 2 ]       | 1995年 8月19日   | 01               | Go!Paradise                      | 和田琢磨         | 和田琢磨         | 重実徹            | 82位             | PCDA-00760                    |
| 19               | 1996年 5月2日    | 01               | 私のNO.1〜You're the only one〜  | 竜真知子         | 加藤和彦         | 加藤和彦          | 36位             | PCDA-00849                    |
| 19               | 1996年 5月2日    | 02               | なくしたくないのあなたを         | 西田ひかる       | 加藤和彦         | 加藤和彦          | 36位             | PCDA-00849                    |
| [ 注釈 3 ]       | 1996年 10月1日   | 01               | メロディー                       | きたやまおさむ   | 加藤和彦         | 加藤和彦          | 67位             | PCDA-00899                    |
| 20               | 1997年 8月20日   | 01               | Love is Changing                 | 岩里祐穂         | 久保田利伸       | 安部潤            | 54位             | PCDA-00992                    |
| 20               | 1997年 8月20日   | 02               | ああ ホント やんなっちゃう       | 平松愛理         | 久保田利伸       | 久保田利伸        | 54位             | PCDA-00992                    |
| 21               | 1997年 10月17日  | 01               | ダンダン娘                       | 阿久悠           | 井上大輔         | 水島康貴          | 65位             | PCDA-01002                    |
| 21               | 1997年 10月17日  | 02               | いいんぢゃない                   | 和田琢磨         | 和田琢磨         | Swebe             | 65位             | PCDA-01002                    |
| 22               | 1998年 4月29日   | 01               | pure                             | 秋元康           | 久石譲           | 久石譲            | -                | PCDA-01054                    |
| 22               | 1998年 4月29日   | 02               | 私は私                           | 秋元康           | 久石譲           | 久石譲            | -                | PCDA-01054                    |
| 23               | 1999年 4月21日   | 01               | AS PURE AS...                    | MARC             | 岡田実音         | 岡田実音 高島智明 | 72位             | PCDA-01154                    |
| 24               | 2000年 11月1日   | 01               | 空色                             | 西田ひかる       | 松本俊明         | 吉俣良            | -                | PCDA-01490                    |
| 24               | 2000年 11月1日   | 02               | 約束                             | 岩里祐穂         | 松本俊明         | 吉俣良            | -                | PCDA-01490                    |
| 25               | 2013年 5月31日   | 01               | 笑顔の種                         | 湯川れい子       | 松本俊明         | 坂本竜太          | -                | BRCA-00035                    |
| 25               | 2013年 5月31日   | 02               | 渚のグラデーション               | 竜真知子         | ゴンチチ         | ゴンチチ          | -                | BRCA-00035                    |

その他のシングル
| #                                | 発売日                      | 曲順                        | タイトル                     | 作詞                        | 作曲                        | 編曲                        | 規格品番                    | オリコン 最高位             |
| エイベックス / panache 名義      | エイベックス / panache 名義 | エイベックス / panache 名義 | エイベックス / panache 名義  | エイベックス / panache 名義 | エイベックス / panache 名義 | エイベックス / panache 名義 | エイベックス / panache 名義 | エイベックス / panache 名義 |
| -------------------------------- | --------------------------- | --------------------------- | ---------------------------- | --------------------------- | --------------------------- | --------------------------- | --------------------------- | --------------------------- |
| 1                                | 1996年 11月13日             | 01                          | Lookin' for the Promise Land | Key Woods panache           | Dino Starr                  | Dino Starr                  | AVDD-20155                  | 82位                        |
| 第15回国民文化祭広島県実行委員会 |                             |                             |                              |                             |                             |                             |                             |                             |
| 2                                | 2000年                      | 01                          | 未来の風                     | 松村春菜                    | 松村春菜                    | 大島ミチル                  | -                           | -                           |

### オリジナル・アルバム
|      | 発売日         | タイトル             | 規格  | 規格品番                                 | オリコン 最高位 | 備考               |
| ---- | -------------- | -------------------- | ----- | ---------------------------------------- | --------------- | ------------------ |
| 1st  | 1988年12月7日  | CLEAR                | CD    | D32A-0411 D29A-1023（1989年6月21日再発） | -               | 再発               |
| 2nd  | 1989年12月21日 | シルエット           | CD CT | PCCA-00034 PCTA-00025                    | 90位            |                    |
| 3rd  | 1990年12月5日  | ときめきのプロローグ | CD CT | PCCA-00180 PCTA-00075                    | 43位            |                    |
| 4th  | 1991年10月2日  | Esprit               | CD CT | PCCA-00308 PCTA-00102                    | 24位            |                    |
| 5th  | 1992年8月5日   | 19 Dreams            | CD CT | PCCA-00386 PCTA-00141                    | 26位            |                    |
| 6th  | 1993年7月7日   | Sun dance            | CD    | PCCA-00463                               | 31位            |                    |
| 7th  | 1994年8月3日   | Love Always          | CD    | PCCA-00623                               | 28位            |                    |
| 8th  | 1995年9月6日   | A FILE of LIFE       | CD    | PCCA-00795                               | 36位            |                    |
| 9th  | 1996年7月3日   | 24 two-four          | CD    | PCZA-00002                               | 68位            |                    |
| 10th | 1996年12月11日 | You'll Never Know    | CD    | AVCD-11515                               | -               | “panache”名義      |
| 11th | 1998年9月2日   | 幸せのかたち         | CD    | PCCA-01225                               | -               | 久石譲プロデュース |
| 12th | 2002年5月22日  | Love For All Seasons | CD    | PCCA-01713                               | -               |                    |

#### ベスト・アルバム
|     | 発売日        | タイトル                                              | 規格 | 規格品番   | オリコン 最高位 |
| --- | ------------- | ----------------------------------------------------- | ---- | ---------- | --------------- |
| 1st | 1994年12月7日 | VERY BEST OF HIKARU〜Theme Song, CF Song Collection〜 | CD   | PCCA-00698 | 69位            |
| 2nd | 2002年3月20日 | MYこれ!クション 西田ひかるBEST                        | CD   | PCCA-01663 | -               |
| 3rd | 2007年8月17日 | 西田ひかる SINGLESコンプリート                        | CD   | PCCA-02502 | -               |
| 4th | 2010年4月21日 | Myこれ!Lite 西田ひかる                                | CD   | PCCS-00112 | -               |

#### ライブ・アルバム
|     | 発売日         | タイトル                                          | 規格 | 規格品番   | オリコン 最高位 |
| --- | -------------- | ------------------------------------------------- | ---- | ---------- | --------------- |
| 1st | 1995年11月17日 | Sophisticated やんちゃ Lady                       | CD   | PCCA-00836 | 96位            |
| 2nd | 1997年1月18日  | LIVE two-four〜Hikaru Nishida FALL CONCERT 1996〜 | CD   | PCCA-01072 | -               |
| 3rd | 1998年3月4日   | Hippie Happy Groove!! HIKARU NISHIDA LIVE '97     | CD   | PCCA-01188 | -               |

### 映像作品
- P-CAN ISLAND （1988年10月）
- First Concert 真夏のSURPRISE （1990年10月）
- 天使に逢いたい -HIKARU NISHIDA IN LOS ANGELES- （1991年2月）
- HIKARU NISHIDA 1991 CONCERT 真夏上手 （1991年10月）
- HIKARU NISHIDA 1992 CONCERT 真夏上手Vol.2 LADY （1992年10月）
- HIKARU NISHIDA 1994 CONCERT Love Always 〜海で見つけた天使〜 （1994年12月）
- HIKARU NISHIDA 1995 CONCERT Sophisticated やんちゃLady （1995年11月）
- NISHIDA 1 （1996年9月）
- HIKARU 2 （1996年9月）
- HIKARU NISHIDA FALL CONCERT 1996 LIVE two-four （1997年1月）
- HIKARU NISHIDA Live'97 Hippie Happy Groove!! （1998年3月）
- 25th Anniversary DVD 西田ひかる〜あれもこれも PV Collection〜 (2013年7月17日発売）
- NISHIDA HIKARU 25th ANNIVERSARY〜“TAKARABAKO” (2013年7月17日発売) [23]

### 参加作品
- 翼をください（2002年5月22日）
  - チャリティー「虹の翼プロジェクト2002」から企画されたカバーシングル。小田和正、長渕剛、藤井フミヤらと共に参加。

### タイアップ曲
| 年     | 楽曲                            | タイアップ                                        |
| ------ | ------------------------------- | ------------------------------------------------- |
| 1988年 | ぼくらのセディ                  | フジテレビ系テレビアニメ「小公子セディ」OPテーマ  |
| 1988年 | 誰かを愛するために              | フジテレビ系テレビアニメ「小公子セディ」EDテーマ  |
| 1988年 | フィフティーン                  | ハウス食品「フルーチェ」CMソング                  |
| 1988年 | Little Chance                   | 花王「ビオレ洗顔フォーム」CMソング                |
| 1988年 | 君のいる惑星                    | NHK「みんなのうた」                               |
| 1989年 | 恋は白いTシャツ                 | ハウス食品「フルーチェ」CMソング                  |
| 1989年 | Natural Summer days             | 花王「ビオレ洗顔フォーム」CMソング                |
| 1990年 | 手のひらの私                    | アラクス「ノーシンホワイト」CMソング              |
| 1990年 | 10yearsの恋人                   | JR西日本「夏のマリン」キャンペーンソング          |
| 1990年 | オーマイゴッド!!だね            | アラクス「ノーシンホワイト」CMソング              |
| 1991年 | ときめいて                      | TBS系テレビドラマ「デパート!夏物語」主題歌        |
| 1992年 | めぐり♥あい                     | テレビ東京系テレビドラマ「パパと呼ばせて!」主題歌 |
| 1992年 | 生きてるって素晴らしい          | NHK総合テレビ「西田ひかるの痛快人間伝」主題歌     |
| 1992年 | TRUTH                           | TBS「バルセロナオリンピック中継」テーマソング     |
| 1992年 | 輝き!ください                   | TBS系テレビドラマ「デパート!秋物語」OPテーマ      |
| 1992年 | Happy Dream                     | JR西日本「シュプール号」キャンペーンソング        |
| 1993年 | 涙 止まらない                   | 三菱エアコン「霧ヶ峰F」CMソング                   |
| 1994年 | きっと愛がある                  | 三菱エアコン「霧ヶ峰」CMソング                    |
| 1995年 | 人生変えちゃう夏かもね          | アサヒビール「生ビールZ」CMソング                 |
| 1995年 | 楽園伝説                        | ハウス食品「フルーチェ」CMソング                  |
| 1995年 | C'mon3!                         | TBS系テレビドラマ「夏!デパート物語」主題歌        |
| 1995年 | Go!Paradise                     | JR西日本・CMソング                                |
| 1995年 | 想い出に溶けながら              | NHK「みんなのうた」                               |
| 1996年 | 私のNO.1〜You're the only one〜 | 三菱エアコン「霧ヶ峰」CMソング                    |
| 1996年 | メロディー                      | フジテレビ系子供向け番組「ポンキッキーズ」挿入歌  |
| 1996年 | Lookin' for the Promise Land    | テレビ朝日系テレビドラマ「外科医柊又三郎2」主題歌 |
| 1997年 | Love is Changing                | フジテレビ系テレビアニメ「烈火の炎」EDテーマ      |
| 1997年 | ああ ホント やんなっちゃう      | ハウス食品「PURE-IN」CMソング                     |
| 1997年 | ダンダン娘                      | 三菱エアコン「霧ヶ峰FX」CMソング                  |
| 1998年 | pure                            | ハウス食品「PURE-IN」CMソング                     |
| 1998年 | 私は私                          | NHK-BS2テレビドラマ「あした天気に」主題歌         |
| 1999年 | AS PURE AS...                   | ハウス食品「PURE-IN ウォーター」CMソング          |
| 2001年 | うじゅくじゅ?                   | NHK「みんなのうた」                               |

## 出演

### ドラマ
- 連続テレビ小説（NHK総合）
  - 青春家族（1989年4月3日 - 9月30日） - 潮木育子 役
  - あぐり（1997年4月7日 - 10月4日）  - 綾小路貴子 役
- 君の瞳に恋してる!SPECIAL（1989年10月、フジテレビ系列） - 高木マユ 役
- 恋人の歌がきこえる（1989年、日本テレビ系）※ゲスト出演
- いつも誰かに恋してるッ（1990年1月11日 - 3月22日、フジテレビ系列） - 紺野貴子 役
  - いつも誰かに恋してるッ ぶっ飛び!!スペシャル（1990年4月15日）
- パパ!かっこつかないゼ（1990年7月5日 - 9月20日、フジテレビ、木曜劇場）
- いつか誰かと朝帰りッ（1990年10月18日 - 12月20日、フジテレビ） - 山ノ内秀香 役
- クリスマスイヴからはじめよう（1991年10月4日、TBS）
- ラブストーリーは突然に「第3話　卒業」（1991年3月25日、フジテレビ系列） - 洋子 役
- デパート!夏物語 （1991年7月2日 - 9月3日、大映テレビ、TBS） - 鈴木小百合 役
  - デパート!秋物語 （1992年10月13日 - 12月22日）
  - 夏!デパート物語 （1995年7月4日 - 9月19日）
- ピットに賭ける恋（1991年9月23日、フジテレビ系列） - 主役・渡辺かおり 役
- 世にも奇妙な物語（フジテレビ系列）
  - 真夜中のディスクジョッキー（1991年10月17日） - 主役
  - 冬の特別編「ふたり」（1994年1月6日）- 主演・高木美幸 役
- パパと呼ばせて! （1992年1月12日 - 2月16日、テレビ東京）
- 恋人たちのターミナル（1992年5月7日、よみうりテレビ・日本テレビ系）
- 外科医有森冴子「第8話」（1992年11月28日、日本テレビ）※ゲスト出演
- 平成教育ドラマ2（1992年、フジテレビ系列）
  - 誰か教えて性教育
  - 江戸塾教育考
- チャンス!（1993年4月14日 - 6月30日、フジテレビ、水曜劇場） - 白金葵 役
- 季節はずれの海岸物語'93秋（1993年9月27日、フジテレビ系列） - ゆかり 役
- 南くんの恋人 第4話・第6話（1994年2月7日・2月21日、テレビ朝日） - 東山 真理絵 役
- 新空港物語「第一話 カナダ行き最終便の花嫁」（1994年1月6日、テレビ朝日） - 木村友子 役
- 上を向いて歩こう!（1994年4月11日 - 6月27日、フジテレビ） - 主演・細井千晶 役
- 転職ロックンロール 愛と栄光と両方は手に入んない（1995年1月4日、テレビ朝日系列） - 相模みゆき 役
- 5日間の天使（1995年3月27日、関西テレビ・フジテレビ系列） - 主演・工藤由香 役
- 大合併 巨大銀行誕生を支えた男たち（1996年3月17日、テレビ東京）
- 日本一短い「母」への手紙3/第3話: 季節はずれの七・五・三（1996年4月5日、日本テレビ系列)
- 外科医 柊又三郎2（1996年10月17日 - 12月19日、テレビ朝日） - 香川たまみ 役
- 卒業写真（1997年8月30日、日本テレビ系列 - 山口放送45周年記念ドラマ） - 主演・志村由香里 役（渡瀬恒彦とW主演）
- 愛、ときどき嘘（1998年4月8日 - 6月24日、日本テレビ） - 鈴江都子 役
- デジドラ・ワンシーン（1998年7月、テレビ東京）
- あした天気に（1998年4月4日 - 5月9日、NHK総合） - 主演・市丸ちづる 役
- もう呼ぶな海!（1999年2月23日、日本テレビ）- 風子 役
- 恋愛結婚の法則（1999年7月7日 - 9月22日、フジテレビ） - 三条(浜崎)理子 役
- 恋愛詐欺師「第4話」（1999年11月11日、テレビ朝日） - 緒方亜里沙 役
- そして、友だち（2000年1月8日、テレビ朝日） - 相原由子 役
- 火曜サスペンス劇場（日本テレビ系列）
  - 鏡の微笑（2000年3月14日） - 主演・小暮奈津子 ／ 小暮有美子 役
  - 六月の花嫁 偽りのドレス（2004年6月22日） - 主演・新庄久美子 役
- 小学校教師 沢木千太郎事件ノート（2000年7月31日、TBS） - 持田涼子 役
- ガーデンデザイナー春川さくら 月下美人の殺意（2000年12月8日、フジテレビ、金曜エンタテイメント） - 主演・春川さくら 役
- 北条時宗（2001年1月7日 - 12月9日、NHK総合、大河ドラマ） - 北条祝子（時宗の妻） 役
- 歓迎!ダンジキ御一行様（2001年10月20日 - 12月15日、日本テレビ） - 一之瀬麻里 役
- 韓国のおばちゃんはえらい（2002年1月2日、NHK総合） - 主演
- ナショナル劇場50周年記念特別企画 「大岡越前」2時間スペシャル（2006年3月20日、TBS / C.A.L） - 楓 役
- お江戸吉原事件帖（2007年10月26日、テレビ東京） - 夕霧（遊女） 役
- 水戸黄門第40部 第5話「美人剣士の婿選び -山形-」（2009年8月24日、TBS / C.A.L） - 時枝美雪 役
- 生まれる。 第5話「ママの所に来てよかった」（2011年5月20日、TBS） - 西嶋沙紀 役

### バラエティ番組
- 鶴ちゃんのプッツン5（1988年5月 - 1992年3月、日本テレビ） - レギュラー
- どーもデス!（1989年10月 - 1990年5月、テレビ朝日） - レギュラー
- テレビ探偵団（1989年10月 - 1992年3月、TBS） - レギュラー  ※山瀬まみの後任
- 世界とんでも!?ヒストリー（1993年10月 - 1994年9月、テレビ朝日） - 解答者
- クイズ!世にも不思議な逆回転（1989年5月 - 1990年3月、フジテレビ） - レギュラー
- FNS番組対抗!なるほど!ザ・春秋の祭典スペシャル（フジテレビ）
  - いつか誰かと朝帰りッチーム（1990年・秋）
  - チャンス!チーム（1993年・春）
  - 上を向いて歩こう!チーム（1994年・春）
- クイズ!年の差なんて（不定期、フジテレビ）
- マジカル頭脳パワー!!（不定期、日本テレビ）
- THE夜もヒッパレ（不定期、日本テレビ）
- お茶の水ハカセ（2010年10月26日、戦場カメラマン渡部陽一と西田ひかるがデート、TBS）
- 探偵!ナイトスクープ（朝日放送テレビ、顧問として不定期出演）
- 人生、歌がある（2020年4月4日 - 2021年3月27日、BS朝日 / P&D）- 司会
- 乃木坂スター誕生!（2020年9月18日、日本テレビ）

### その他のテレビ番組
- 西田ひかるの痛快人間伝 -Dashing life story-（1991年10月 - 1993年、NHK総合） - メインパーソナリティ
- 青春のポップス（2000年3月、NHK総合） - 司会
- ハイビジョン スーパーゴルフ（NHK BShi）
- 体感生中継!46年ぶりの皆既日食（2009年7月22日（午前の部）、NHK総合） - スタジオゲスト
- 体感!46年ぶりの皆既日食（2009年7月22日（午後の部）、NHK総合）- スタジオゲスト
- かんさい情報ネットten.（2011年 - 、読売テレビ） - 準レギュラー（主に水曜日だが、他の曜日に出演することもある）

### 映画
- 山田ババアに花束を （1990年12月、東宝）- 神崎瑠奈 役
- 伊能忠敬 子午線の夢 （2001年10月、東映）- 伊能イネ 役

### 声優
- 劇場版Xファイル　ダナ・キャサリン・スカリー捜査官 ‐（ジリアン・アンダーソン）（1999年7月、スカパー!版）

### 舞台
- 小公子セディ （1988年3 - 4月、全国公演）
セディ役・主演
- 楽園伝説 （1995年7 - 8月）
- 夏の庭 （1997年8月）
- バルセロナ物語 （1998年12月、2000年8 - 9月、全国公演）
- シラノ・ザ・ミュージカル （2000年12月 - 2001年1月）
- モーツァルト! （2002年12月）- コンスタンツェ 役
- ギンギラ学園物語（2024年12月）[24]
- Thank you very マッチ de SHOW「ギンギラ学園物語 新春！再びマッチでーす！」（2025年12月 - 2026年1月〈予定〉）[25]

### その他舞台演出
- 瀬戸内寂聴訳源氏物語朗読 (公演第4回（2002年2月21日〜3月2日）)

### NHK紅白歌合戦出場歴
| 年度/放送回               | 曲目                             | 対戦相手               | 備考 |
| ------------------------- | -------------------------------- | ---------------------- | --- |
| 1991年（平成3年）/第42回  | ときめいて                       | バブルガム・ブラザーズ | |
| 1992年（平成4年）/第43回  | 生きてるって素晴らしい           | 鈴木雅之               | 途中コーナーでは森高千里・中山美穂と共に『キャンディ・キャンディ』のテーマ曲を披露。                                           |
| 1993年（平成5年）/第44回  | 涙 止まらない                    | SMAP                   | 特別企画として「セーラームーン」の主題歌である『ムーンライト伝説』を坂本冬美・森口博子と共にセーラー戦士のコスプレで歌唱した。 |
| 1998年（平成10年）/第49回 | ザッツ・ディズニー・ファンタジー | 山川豊                 | |

### ラジオ
- コスモ・クルージング・ウェイブ 西田ひかるのMAGNUM SOUND BREEZE（1995年4月 - 1997年3月、TBSラジオ）
- 真里子とひかるのチャレンジ学園シリーズ（文化放送）
  - 真里子とひかるのチャレンジ学園夢計画 （1988年10月 - 1989年3月）
  - 真里子とひかるのチャレンジ学園放送局 （1989年4月 - 1989年10月）
  - 真里子とひかるのチャレンジ学園まりかるクラブ （1989年10月 - 1990年3月）
- 西田ひかるのピーカンサンルーム （1990年4 - 9月、文化放送）
- 西田ひかるのJUST ONE MORE KISS （1990年10月 - 1991年3月、文化放送）
- B21スペシャルの活躍金曜日（1990年4月 - 8月、ニッポン放送）アシスタント
- 西田ひかる太陽がいっぱい（1993年4月 - 1994年4月、ニッポン放送）
- GOOD MORNING No.1　（1988年11月 - 1989年9月、NACK5）
- 西田ひかる ハート・ポップ・絵モーション　（1989年10月 - 1990年9月、NACK5）
- HICK'S GARDEN（TOKYO FM）
- 南方楽園倶楽部（TOKYO FM）

### CM
- JAS '88 コーラルアイランドキャンペーン （1988年）
- ハウス食品 フルーチェ・チップスカンパニー・カレーマルシェ・シチュー・インフォマーシャル「おいしい笑顔を、ハウスから。」 ほか （1988年 - 2003年、2008年 - ）[注釈 5]
- アラクス ノーシンホワイト （1990年 - 1992年）[26]
- JR西日本 （1990年 - 1997年）
- 花王 ビオレ洗顔フォーム（1988年 - 1989年）
- 第一勧業銀行（現みずほ銀行）
- 三菱電機 各種暖房機器、電話機等 （1992年 - 1998年）、ビデオ機器カタログキャラクター（1990年）
- CASIO 時計
- ブリヂストン ドーナツ（タイヤ）
- アサヒビール 生ビールZ （1995年）
- ECC（1996年 - 2002年）[注釈 6]
- マイクロソフト オフィス97 （1997年）
- コニカ コニカカラー各種イメージキャラクター
- ライオン 洗濯洗剤トップ （2003 ‐ 2004年）
- 阪急電鉄・HANA PLUSカード （2006年） - 関西のみオンエア

ほか

## 書籍

### 写真集
- P-CAN ISLAND （1988年9月、扶桑社）
- Hi-tide （1990年2月、ワニブックス）
- In your dreams （1991年4月、ワニブックス）
- 19 Dreams （1992年10月、講談社）
- Making of N.H （1994年8月、ワニブックス）
- 月刊 西田ひかる （2000年6月、新潮社）

### 翻訳本
- HUG （1992年12月5日、扶桑社）初訳本
- HUG II （1993年4月20日、扶桑社）初訳本
- イヌの飼いかた （1997年6月27日、講談社）
- ネコの飼いかた （1997年6月27日、講談社）
- ケイト・グリーナウェイのマザーグース （2002年4月9日、飛鳥新社）
- おさぼりメードの不思議な世界 （2002年4月、中経出版）

### その他書籍
- ハートのレッスン （1996年12月18日、ワニブックス）
- サンタのびっくり絵本 （1999年11月4日、小学館）
- おいしく食べたい 朝も夜も （2002年4月5日、講談社）
- カリフォルニアの空から （2006年10月30日、産経新聞社）